# Jan Łomnicki

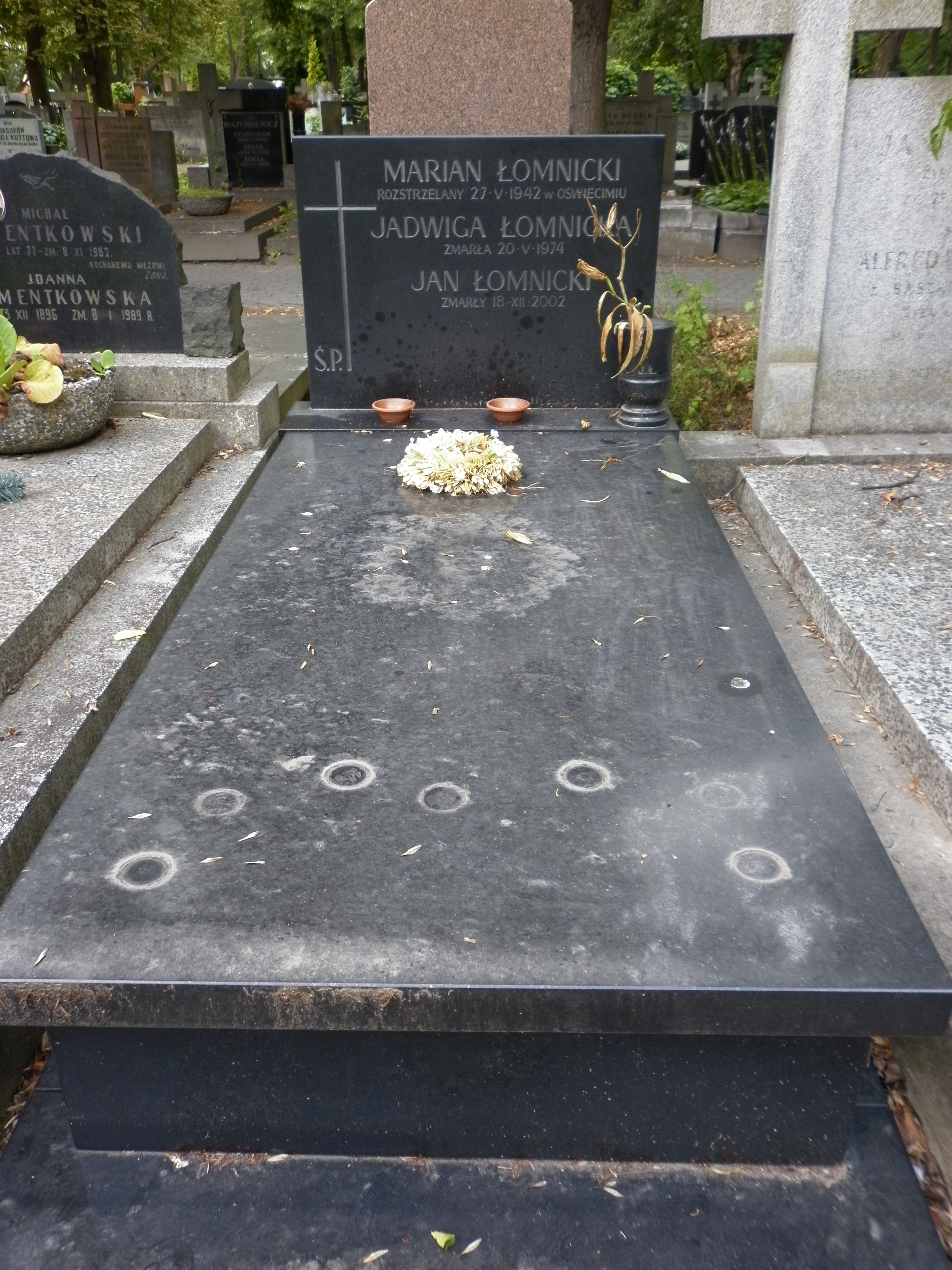
Grób Jana Łomnickiego na cmentarzu Powązkowskim w Warszawie

Jan Łomnicki (ur. 30 czerwca 1929 w Podhajcach, zm. 18 grudnia 2002 w Warszawie) – polski reżyser i scenarzysta filmów dokumentalnych i fabularnych.

## Życiorys
Urodził się w Podhajcach k. Lwowa, w rodzinie Mariana (zm. 1942), urzędnika pocztowego, i Jadwigi (zm. 1974), nauczycielki. Brat aktora Tadeusza Łomnickiego. Po wybuchu II wojny światowej razem z rodziną został przesiedlony na Zachód, do Dębicy, później do Krakowa. Studiował prawo na Uniwersytecie Jagiellońskim i Wyższej Szkole Nauk Społecznych przy KC PZPR. W 1954 ukończył studia na Wydziale Reżyserii Państwowej Wyższej Szkole Filmowej, Telewizyjnej i Teatralnej im. Leona Schillera w Łodzi, a w 1957 uzyskał dyplom. W czasie studiów w łódzkiej filmówce tworzył nieformalną grupę określaną jako „Kolektyw”, do której należeli również Stanisław Bareja, Janusz Weychert, Janusz Morgenstern, Lech Lorentowicz i Kazimierz Kutz. Na początku studiów miał być relegowany z uczelni z powodu wybryku, jakim było skracanie trasy podczas marszobiegu mającego służyć tężyźnie fizycznej, a który nabrał znaczenia politycznego. Ponieważ do udziału w tym wybryku przyznał się również Bareja, zrezygnowano z tak silnej sankcji. Wyrzucenie ze studiów dwóch osób mogłoby spowodować większe zainteresowanie uczelnią ze strony UBP w Łodzi. 
W latach 1989–1991 był członkiem Komitetu Kinematografii. Jako reżyser debiutował w 1954 krótkim filmem dokumentalnym pt. Ziemia czeka, w którym agitował do osiedlania się na ziemiach odzyskanych. W następnych latach zrealizował szereg kolejnych dokumentów, z których największe uznanie zdobył obsypany międzynarodowymi nagrodami film Narodziny statku (1961) opowiadający o końcowych pracach przy montażu i wodowaniu statku w Stoczni Gdańskiej. W 1963 wyreżyserował swój pierwszy film fabularny; dramat obyczajowy pt. Wiano, w którym swoją pierwszą główną rolę w karierze zagrał Roman Wilhelmi. Często w swoich późniejszych filmach poruszał tematykę wojenną; były to m.in. Ocalić miasto (1976), Akcja pod Arsenałem (1977) czy Jeszcze tylko ten las (1991). W zrealizowanych w latach 90. XX w. filmach Wielka wsypa (1992) i Szczur (1994) poruszał współczesną tematykę opisując nową polską rzeczywistość po upadku komunizmu oraz zmieniające się wartości i obyczaje. Jednak największą popularność i uznanie przyniósł mu 25-odcinkowy serial obyczajowy Dom, którego realizacja z przerwami zajęła mu 20 lat. Opowiadający o powojennych losach mieszkańców warszawskiej kamienicy serial cieszy się od lat niesłabnącym zainteresowaniem widzów.
Zmarł 18 grudnia 2002 po długiej i ciężkiej chorobie w szpitalu w Warszawie – Aninie. Jest pochowany na cmentarzu Powązkowskim w Warszawie (kwatera 131-5-12).
Był mężem Danuty z Piłsudskich h. Kościesza (ur. 1938). Jego synem jest reżyser Marcin Mikołaj Łomnicki (ur. 1958), a córką - Jadwiga (ur. 1982).

## Filmografia

### Filmy fabularne i seriale
- Wiano (1963)
- Kontrybucja (1966)
- Cyrograf dojrzałości (1967)
- Mała ankieta (1970)
- Pan Dodek (1970)
- Poślizg (1972)
- Nagrody i odznaczenia (1973)
- Ocalić miasto (1976)
- Akcja pod Arsenałem (1977)
- Dom (1980–2000; serial TV)
- Rzeka kłamstwa (1987; serial TV)
- Modrzejewska (1989; serial TV)
- Jeszcze tylko ten las (1991)
- Wielka wsypa (1992)
- Szczur (1994)
- Jest jak jest (1994; serial TV); tylko odc. 1. oraz od 4. do 7.

### Filmy dokumentalne
- Ziemia czeka (1954)
- Szarlejka (1955)
- Walcownia (1956)
- Mistrz Nikifor (1956)
- Dom starych kobiet (1957)
- Warszawa Główna (1958)
- Stal (1959)
- Nie ma końca wielkiej wojny (1959)
- Narodziny miasta (1959)
- Huta 1959 (1959)
- Piosenki dla Krakowa (1960)
- Koncert wawelski (1960)
- Na straży granic (1960)
- Mostostalowcy (1960)
- Narodziny statku (1961)
- Kolorowy świat (1961)
- Władysław Broniewski (1962)
- Nadzieja i inne wiersze (1962)
- Suita polska (1962)
- Skrzyżowanie (1962)
- Karta wizytowa (1962)
- Rzecz niepospolita (1964)
- Rówieśnicy (1964)
- Ab urbe condita (1965)
- Stocznia Gdańska (1966)
- Spotkania z Warszawą (1966)
- Jubileuszowy (1967)
- Gienek (1968)
- Dzieciom (1968)
- Witamy (1969)
- Toast (1969)
- Ojcowie i dzieci (1969)
- Wszystkie nasze końskie sprawy (1970)
- Pory roku (1970)
- Polska przeminionych Kołodziejów (1970)
- Polak jako taki (1970)
- Pamięć (1970)
- Troska i pieśń (1970)
- Huta 75 (1975)
- Andrzej Banach (1991)
- Ludwik Perski - krótkie wspomnienie z długiego życia (2000)

## Ordery i odznaczenia
- Krzyż Oficerski Orderu Odrodzenia Polski (1975)[6]
- Medal „Za zasługi dla obronności kraju” (1978)
- Krzyż „Za Zasługi dla ZHP”[7]
- Złota Odznaka honorowa „Za Zasługi dla Warszawy” (1979)[8]
- Medal ZAiKS-u (1988)[9]
- Odznaka honorowa ZAiKS-u (1978)[9]

## Nagrody i wyróżnienia
- Wyróżnienie na VII Międzynarodowym Festiwalu Filmów Dokumentalnych i Oświatowych w Mannheim za film Dom starych kobiet (1958)
- Specjalne Wyróżnienie na II Festiwalu Filmowym w Cork za film Dom starych kobiet (1958)
- Specjalne Wyróżnienie na I Międzynarodowym Festiwalu Filmów o Sztuce w Wenecji w ramach XIX Biennale dla filmu Mistrz Nikifor (1958)
- Wyróżnienie na Przeglądzie Filmów Turystyczno-Krajoznawczych w Warszawie za film Narodziny miasta (1959)
- Wyróżnienie na VI Międzynarodowym Festiwalu Filmów Krótkometrażowych w Oberhausen dla filmu Stal (1960)
- Nagroda na IX Międzynarodowym Festiwalu Filmów Dokumentalnych i Oświatowych w Mannheim dla filmu Stal (1960)
- Wyróżnienie Honorowe na Międzynarodowym Festiwalu Filmowym w Vancouver dla filmu Stal (1960)
- Wyróżnienie Honorowe na I Międzynarodowym Festiwalu Filmów Dokumentalnych i Eksperymentalnych w Santiago de Chile dla filmu Stal (1960)
- II nagroda „Srebrny Smok Wawelski” na I Ogólnopolskim Festiwalu Filmów Krótkometrażowych w Krakowie w kategorii filmów dokumentalnych dla filmu Narodziny statku (1961)
- Grand Prix na IV Międzynarodowym Festiwalu Filmów Dokumentalnych i Krótkometrażowych w Lipsku dla filmu Narodziny statku (1961)
- „Złoty Aztek” na Międzynarodowym Festiwalu Filmów Krótkometrażowych w Meksyku w kategorii filmów przemysłowych dla filmu Narodziny statku (1961)
- Srebrny Medal na II Międzynarodowym Festiwalu Filmowym w Moskwie w kategorii filmów krótkometrażowych i dokumentalnych dla filmu Narodziny statku (1961)
- Dyplom Uznania na Międzynarodowym Festiwalu Filmowym w Edynburgu dla filmu Narodziny statku (1961)
- I nagroda na II Międzynarodowym Festiwalu Filmów Telewizyjnych w Aleksandrii w kategorii filmów dokumentalnych dla filmu Narodziny statku (1961)
- Nagroda „Złoty Smok Wawelski” na II Ogólnopolskim Festiwalu Filmów Krótkometrażowych w Krakowie za najlepszy film o sztuce dla filmu Kolorowy świat (1962)
- „Złota Najda” na Międzynarodowym Festiwalu Filmowym w Porretta Terme w kategorii filmów dokumentalnych dla filmu Narodziny statku (1962)
- „Srebrny Bumerang” na Festiwalu Filmowym w Melbourne za najlepszy film krótkometrażowy dla filmu Narodziny statku (1962)
- „Srebrny Gołąb” na V Międzynarodowym Festiwalu Filmów Krótkometrażowych w Lipsku dla filmu Suita polska (1962)
- Nagroda „Złoty Kompas” na Festiwalu Filmów Krajoznawczych i Turystycznych w Warszawie za film Ab urbe condita (1966)
- Nagroda Jury FIPRESCI na II Międzynarodowym Festiwalu Filmów Krótkometrażowych w Córdobie dla filmu Ab urbe condita (1966)
- Nagroda Klubu Krytyki Filmowej SDP „Syrenka Warszawska” na VIII Ogólnopolskim Festiwalu Filmów Krótkometrażowych w Krakowie dla filmu Jubileuszowy (1968)
- Nagroda NRD-owskiej Ligi Przyjaźni między Narodami na I Międzynarodowym Festiwalu Filmów Sportowych w Oberhausen za film Jubileuszowy (1968)
- Nagroda „Srebrny Kompas” na Festiwalu Filmów Krajoznawczych i Turystycznych w Warszawie za film Witamy (1969)
- Srebrny Medal na XX Międzynarodowym Festiwalu Filmów Dokumentalnych w Wenecji za film Toast (1969)
- Nagroda Jury Krytyki na Międzynarodowych Dniach Filmów Sportowych w Oberhausen za film Gienek (1970)
- Wyróżnienie na XI Festiwalu Filmów Folklorystycznych w Koperze dla filmu Ondraszkowe ostatki (1970)
- Grand Prix w Turnieju Filmów Sportowych w Zakopanem za film Gienek (1970)
- Nagroda Specjalna Jury III Międzynarodowym Festiwalu Filmów Turystycznych TOURFILM w Szpindlerowym Młynie dla filmu Witaminy! (1970)
- Wyróżnienie na Festiwalu Filmów Społeczno-Politycznych w Łodzi za film Ojcowie i dzieci (1971)
- I Nagroda „Złoty Pegaz” na Przeglądzie Filmów o Sztuce w Zakopanem za film Paweł Wróbel (1971)
- Nagroda Główna „Kryształowy Globus” na XVIII Międzynarodowym Festiwalu Filmowym w Karlowych Warach dla filmu Poślizg (1972)
- Nagroda Komitetu do spraw Radia i Telewizji za twórczość radiową i telewizyjną - reżyserię filmu telewizyjnego Troska i pieśń - o Władysławie Broniewskim (1972)
- Nagroda Komitetu do Spraw Radia i Telewizji za twórczość radiową i telewizyjną - reżyserię filmu dokumentalnego Zaśpiewajmy to jeszcze raz (1975)
- Nagroda Ministra Obrony Narodowej I stopnia za film Ocalić miasto (1976)
- Nagroda Główna „Srebrne Lwy Gdańskie” oraz „Bałtycka Perła” (nagroda zakładów pracy Wybrzeża) za poszukiwania twórcze i obyczajowości polskiego ruchu społeczno-politycznego na Festiwalu Polskich Filmów Fabularnych w Gdańsku za film Ocalić miasto (1976)
- Nagroda Ministra Kultury i Sztuki I stopnia za reżyserię filmu Ocalić miasto (1977)
- Nagroda Komitetu Obrońców Pokoju i miesięcznika „Iskusstwo kino” na MFF w Moskwie dla filmu Ocalić miasto (1977)
- Nagroda „Dziennika Wieczornego” (Bydgoszcz) w plebiscycie czytelników za film Ocalić miasto (1977)
- Nagroda Główna „Srebrne Lwy Gdańskie” na Festiwalu Polskich Filmów Fabularnych w Gdańsku za film Akcja pod Arsenałem (1978)
- Nagroda Węgierskiego Komitetu Młodzieżowego na VIII MFF Sportowych w Keszthely dla filmu Olimpiada (1985)
- „Złoty Ekran” przyznany przez pismo „Ekran” za serial Dom (1988)
- Nagroda Klubu Krytyki SDPRL „Syrena Warszawska 1988” za serial Dom (1989)
- Nagroda Przewodniczącego Komitetu Kinematografii za twórczość filmową w dziedzinie filmu fabularnego - reżyserię filmu Jeszcze tylko ten las (1991)

Źródło:.